# الجمعية الجيولوجية التشيكية
الجمعية الجيولوجية التشيكية هي منظمة غير ربحية تهدف إلى تنمية علوم الأرض. تُوفر طرق الوصول إلى العناصر الأساسية في عمليات النمو المهني لعلماء الأرض على جميع مستوياتها من الخبرة ومن جميع القطاعات: الأكاديمية والحكومية والتجارية والصناعية. والجمعية الجيولوجية التشيكية عضو في مجلس الجمعيات العلمية التشيكية. ورابطة الجمعيات الجيولوجية الأوروبية 4(Association of European Geological Societies) (AEGS). من خلال اللجنة الوطنية الجيولوجية التشيكية. ترتبط الجمعية الجيولوجية التشيكية أيضًا بـ الاتحاد الدولي للعلوم الجيولوجية. وجدير بالذكر أن الجمعية الجيولوجية التشيكية اتخذت دورًا فعالاً في البرامج المختلفة للجمعيات المهنية الدولية مثل الرابطة الدولية لتكوين رواسب الخام والبرنامج العالمي لعلوم الأرض.

## معلومات تاريخية
تأسست هذه الجمعية في عام 1923 كجمعية تشيكوسلوفاكية لعلم المعادن والجيولوجيا.

## العضوية
تتكون الجمعية من حوالي 530 عضوًا.

### الأنشطة
تُنظم الأنشطة الأساسية للجمعية لقاءات علمية وسلسلة محاضرات ونشر المؤلفات العلمية وتنظيم الرحلات الميدانية المفتوحة لعامة الشعب.

## الإصدارات
لقد نشرت الجمعية مجلة علوم الأرض (Časopis pro mineralogii a geologii سابقًا ومجلة الجمعية الجيولوجية التشيكية) والمجلة العلمية الفصلية لاستعراض الأقران.
يحصل جميع أعضاء الجمعية، مرتين في السنة، على نشرة بأحدث المعلومات عن الحلقات الدراسية والمعارض والرحلات والعروض المعدنية التي تحدث داخل الدولة وفي أي أماكن أخرى في أوروبا الوسطى ونشرة بالكتب والأفلام الجديدة والوقائع الاجتماعية.

## المؤتمرات
- 1997- الاجتماع العاشر لرابطة الجمعيات الجيولوجية الأوروبية: الاجتماع العاشر لرابطة الجمعيات الجيولوجية الأوروبية
- 1997 - تُرمالين عام (1997)
- 1998 - جرانيت بغماتيت - علم المعادن والصخور والجيوكيمياء
- 2005 - سلافي عام 2005: الاجتماع الثاني للجمعية الجيولوجية التشيكية
- 2007 - فولاري عام 2007: الاجتماع الثالث للجمعية الجيولوجية التشيكية
- 2009 - الاجتماع المشترك بين الجمعية الجيولوجية التشيكية ومدرسة الدراسات العالمية في براتيسلافا عام 2009
- 2011 - الاجتماع المشترك بين الجمعية الجيولوجية التشيكية ومدرسة الدراسات العالمية في مونينك عام 2011